# Église Saint-Jacques-le-Majeur de Dival
Pour les articles homonymes, voir Église Saint-Jacques-le-Majeur.
L'église Saint-Jacques-le-Majeur est une église située à Villenauxe-la-Grande, en France.

## Description
L'édifice (son beffroi) est inscrit au titre des monuments historiques en 1927.

## Localisation
L'église est située dans le faubourg de Dival, commune de Villenauxe-la-Grande dans le département français de l'Aube.

## Historique
C'était l'ancienne église de Dival qui fut une succursale de Bouchy-le-Repos puis de Villenauxe.
Consacrée par l'évêque de Troyes en avril 1499, elle a été agrandie au cours des XVIe et XVIIe siècles. Elle a deux nefs à deux travées du côté orient, l'une se terminant par un chevet plat, l'autre par une abside. Pour le reste de la nef, à l'occident, elle est non voûtée, une tour ayant la date du 14 mars 1520 sur le linteau de porte.
Elle a été fermée au culte en 1926 à la suite de l'effondrement de sa toiture.
Sa destruction fut alors envisagée tout en conservant son clocher mais finalement le toit de l'église put être réparé en 1939.
L'église resta à l'abandon après la Seconde Guerre mondiale (nouvel effondrement de sa toiture) mais une seconde restauration fut décidée en 1978.
Des fouilles entreprises en 1982 et 1983 précédant la seconde restauration ont mis au jour les fondations d'une église romane ainsi que des vestiges gallo-romains, un four de fondeur de cloches et une fosse protohistorique.
L'ancienne église est utilisée comme centre culturel depuis 1985.